# Hirsz Dawid Nomberg

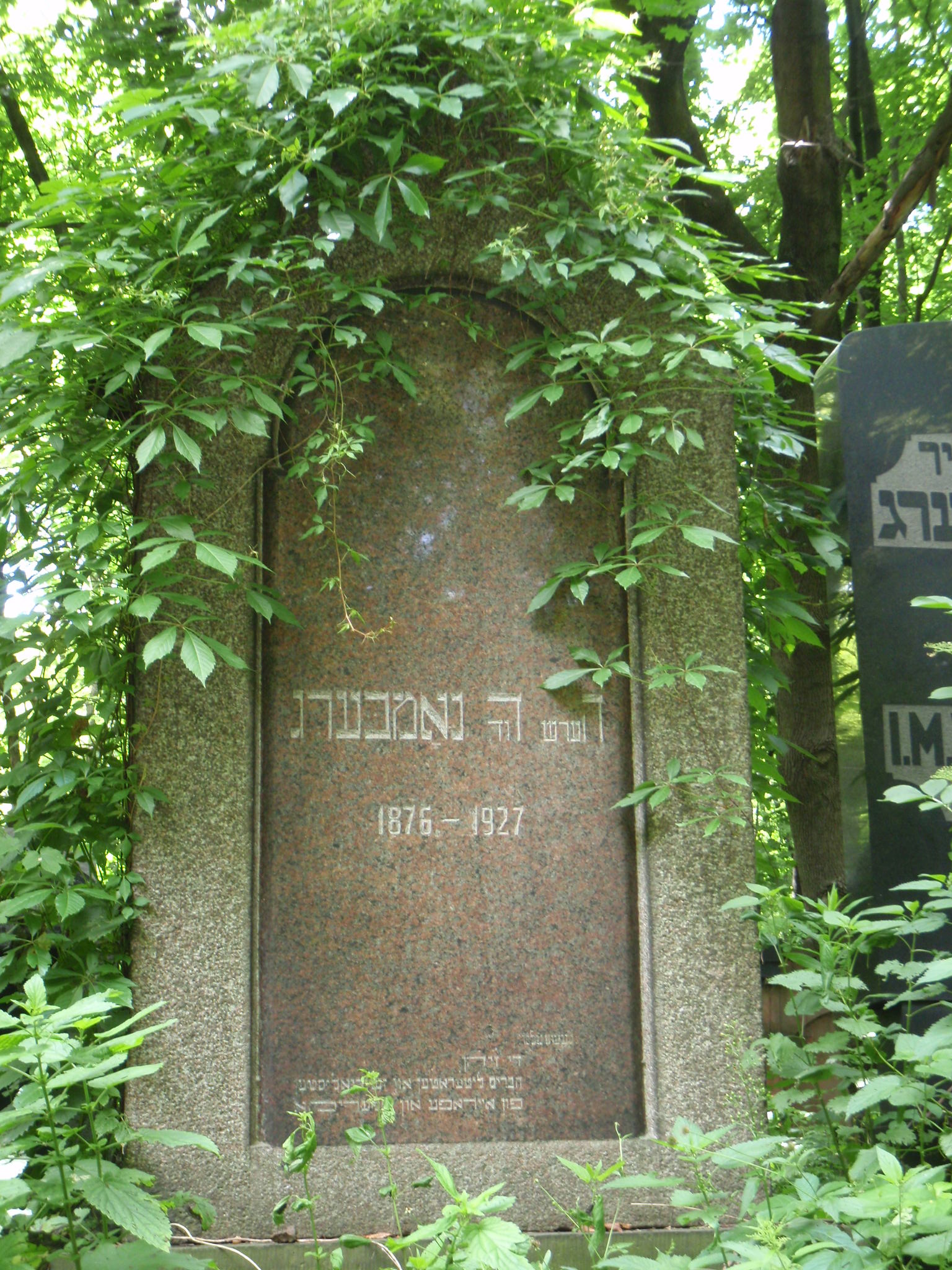
Grób Hirsza Dawida Nomberga na cmentarzu żydowskim w Warszawie

Hirsz Dawid Nomberg (jid. הערש דוד נאמבערג; ur. 7 kwietnia 1876 w Mszczonowie, zm. 11 listopada 1927 w Otwocku) – polski pisarz, publicysta, działacz społeczny i polityczny żydowskiego pochodzenia, poseł na Sejm Ustawodawczy w II RP.

## Życiorys
Był w dużej części samoukiem. Ukończył jesziwę, wychowywał się w środowisku hebrajskojęzycznym, ale w krótkim czasie zdołał opanować język polski, niemiecki i rosyjski. Studiował na Uniwersytecie w Jenie i Heidelbergu. Początkowo publikował po hebrajsku w gazetach Ha-Cofe, Ha-Dor i Ha-Zman. Później pisał w jidysz. Nakłonił go do tego Icchok Lejb Perec. W 1897 osiadł w Warszawie, gdzie zatrudnił się jako nauczyciel języka hebrajskiego. Jednocześnie pisał dla warszawskich tytułów prasowych wydawanych w jidysz, takich jak Hajnt i Der Moment. W tym czasie związał się z nurtem fołkistowskim. W 1908 roku był uczestnikiem konferencji w Czerniowcach.
W 1919 roku został posłem na Sejm Ustawodawczy. Stało się tak, ponieważ mandat piastowany przez innego fołkistę, Noacha Pryłuckiego, został unieważniony. Nomberg wszedł więc w skład izby za niego. W 1920 zrezygnował jednak z funkcji posła, motywując swą decyzję chęcią poświęcenia się twórczości literackiej. Nomberga zastąpił Chaim Rasner. Był współtwórcą Związku Literatów i Dziennikarzy Żydowskich w Polsce. W 1921 wyjechał do Stanów Zjednoczonych.
Zmarł na gruźlicę i został pochowany na cmentarzu żydowskim przy ulicy Okopowej w Warszawie (kwatera 31, rząd 2). Jego nagrobek jest dziełem rzeźbiarza Abrahama Ostrzegi.

## Twórczość
Nomberg był znanym nowelistą, krytykiem, felietonistą i publicystą. W swoich utworach skupiał się na opisach życia różnych grup społecznych, głównie ludzi samotnych, zagubionych i biednych, ale także inteligencji i osób młodych. Jego dzieła to także opisy podróży do Ameryki, Palestyny, Europy Zachodniej i ZSRR. Utwory Nomberga drukowane były w zbiorach:
- Dos felieton-buch (jid. Felietony, Warszawa 1924),
- Gezamłe werk (jid. Dzieła zebrane, Warszawa 1922),
- Szriftn (jid. Pisma, Warszawa 1908–1909, 1919, 1926).

Pisał także sztuki teatralne. Szczególnie popularna była jedna z nich – Di miszpoche (jid. Rodzina), wystawiana na scenach teatrów m.in. w Warszawie, Wilnie, Rydze, Berlinie i w USA. Zajmował się również przekładami, tworzył też wiersze dla dzieci oraz kuplety i pieśni.